# 人民民族运动
人民民族运动（People's National Movement）是特立尼达和多巴哥的主要政党之一，由埃里克·威廉斯于1955年创立。自1956年以来的所有大选中，PNM都是执政党或主要反对党.PNM共有四位总理和政府部门。
自2015年大选以来，在政府中，该党在众议院的41名议员中占23％的多数席位，在参议院31名议员中占16％的多数席位。自2019年特立尼达地方选举以来，该党拥有139名地方议员中的74名，并控制着14家地区公司中的7家。自2001年多巴哥众议院选举以来，该党在多巴哥众议院中拥有多数党政府，目前在12名议员中有10名。
从1957年到1962年，该党是西印度群岛联邦议会中西印度群岛联邦工党的成员。
该党包括一个被称为民族运动多巴哥委员会的半自治多巴哥分支机构。
截至2018年9月，PNM拥有80,000名注册会员。